# 湖南海利化工
湖南海利化工（简称：湖南海利；上交所：600731）为一家办公注册于湖南省长沙市的化工股份公司，主要从事农药和精细化学品的研发、生产和贸易，危险化学品运输以及化工装置的工程安装。2010年，公司销售收入94,199.89万元，净利润420.18万元。公司注册与办公地点位于长沙市芙蓉中路二段251号。
湖南海利化工为湖南化工研究院为主发起组建的上市公司。湖南化工研究院及另四家发起人以3,034.1万元投入股份公司，折为3,034.1万股，另向社会法人定向募集765.9万股，内部职工股200万股，总股本为4,000万股。1996年8月2日于上海证券交易所上市交易，到2011年6月30日，总股本扩充至25,631.41万股。